# Häkchen (Schriftzeichen)
Das Häkchen (in Ostösterreich und Oberbayern Hakerl) ist ein Zeichen, das verwendet wird, um Dinge als richtig, gut oder erledigt zu markieren oder aus einer Liste auszuwählen.
Der Ursprung des Zeichens ist nicht gesichert. So wird es bspw. auf römische Beamte zurückgeführt, welche Texte mit einem v für vidi (Ich habe gesehen) kennzeichneten. Aber das Zeichen soll sich auch schon auf babylonischen Schrifttafeln finden. Andere führen es zurück auf das Französische vu (gesehen). Die Lehrperson setzte unter eine Arbeit ein kleines v, das bedeutete: ich habe diese Arbeit gesehen; es beurteilt also die Qualität einer Arbeit nicht. Die Bedeutung „gut“ kam später dazu.
Ein mit dem Häkchen konkurrierendes Zeichen ist das Kreuzchen ×, das die Bedeutung des Häkchens übernehmen kann, z. B. bei Wahlen. In verschiedenen Kulturkreisen wie z. B. in Schweden, Finnland und Japan werden mit Häkchen auch Fehler bzw. falsche Antworten in Prüfungen markiert.
In den USA wird das Kreuzchen zur Markierung von Fehlern verwendet, weshalb Checkboxen (Kästchen) in diesem Kulturkreis nie angekreuzt, sondern mit Häkchen versehen werden.

Das krul (Locke) der Niederländer

In den Niederlanden wird statt dem Häkchen ein eigenes Zeichen krul („Locke“) verwendet.
In Sozialen Netzwerken werden Häkchensymbole zur Signalisierung der Kontoverifizierung verwendet.

## Zeichencodierung
Der Unicode-Standard enthält verschiedene Häkchen:
| Unicode-Nummer   | Zeichen | Beschreibung              | Offizielle Bezeichnung     | Block                                               |
| ---------------- | ------- | ------------------------- | -------------------------- | --------------------------------------------------- |
| U+2713 (10003)   | ✓       | Häkchen                   | CHECK MARK                 | Dingbats (U+2700–27BF)                              |
| U+1F5F8 (128504) | 🗸       | Dünnes Häkchen            | LIGHT CHECK MARK           | Verschiedene piktografische Symbole (U+1F300–1F5FF) |
| U+2714 (10004)   | ✔       | Fettes Häkchen            | HEAVY CHECK MARK           | Dingbats (U+2700–27BF)                              |
| U+2705 (9989)    | ✅      | Weißes fettes Häkchen     | WHITE HEAVY CHECK MARK     | Dingbats (U+2700–27BF)                              |
| U+2611 (9745)    | ☑       | Abgehaktes Kästchen       | BALLOT BOX WITH CHECK      | Verschiedene Symbole (U+2600–26FF) (Anm.)           |
| U+1F5F9 (128505) | 🗹       | Fett abgehaktes Kästchen  | BALLOT BOX WITH BOLD CHECK | Verschiedene piktografische Symbole (U+1F300–1F5FF) |
| U+237B (9083)    | ⍻       | Durchgestrichenes Häkchen | NOT CHECK MARK             | Verschiedene technische Zeichen (U+2300–23FF)       |